# Улица Профессора Нужина (Казань)
Улица Профессора Нужина (тат. Профессор Нужин урамы) — короткая (около 200 м), улица в историческом центре Казани. Названа в честь Михаила Нужина (1914—1983), ректора Казанского государственного университета им. В. И. Ульянова-Ленина

## География
Улица начинается на так называемом «Воскресенском бугре» от перекрёстка с Кремлёвской и Университетской улицами, спускается вниз и заканчивается пересечением с улицей Пушкина.

## История
В районе местности, занимаемой улицей, в XVI—XVIII веках проходила крепостная стена татарской, а затем и русской Казани. Во второй половине XVIII века улица начала застраиваться.
На подавляющем большинстве дореволюционных планов города изображалась как часть Университетской улицы, однако в некоторых справочниках эта часть Университетской улицы упоминается под отдельным названием: Клинический переулок, Клиническая Гора (так раньше называлась вся Университетская улица), Поперечно-Клиническая улица.
В советское и начало постсоветского времени также являлась частью Университетской улицы.
Постановлением Главы администрации г. Казани от 12 ноября 2004 года часть Университетской улицы была переименована в улицу Профессора Нужина.

## Примечательные объекты
- угол улиц Профессора Нужина и Кремлёвская — сквер и памятник-бюст М. Т. Нужину.[9]
- № 1/37 — здание клиники Казанского университета (1840 г.).[10] Во время немецко-советской войны в здании располагался эвакуационный госпиталь № 2778.[11]
- № 2/27 — Культурно-спортивный комплекс «УНИКС» (1989 г.).
- № 4/29 — здание Университетских номеров (дом Алексеева).

## Транспорт
- Общественный транспорт по улице не ходит; ближайшая автобусная остановка — «Университет» на улице Пушкина. Ближайшая станция метро — «Площадь Тукая».

## Известные жители
На этой улице в разное время проживали два ректора Казанского университета: Николай Загоскин (дом Алексеева, ныне № 4/29) и Николай Любимов (дом наследников Лисицына/Антонова, №?).